# KF:s centrallager

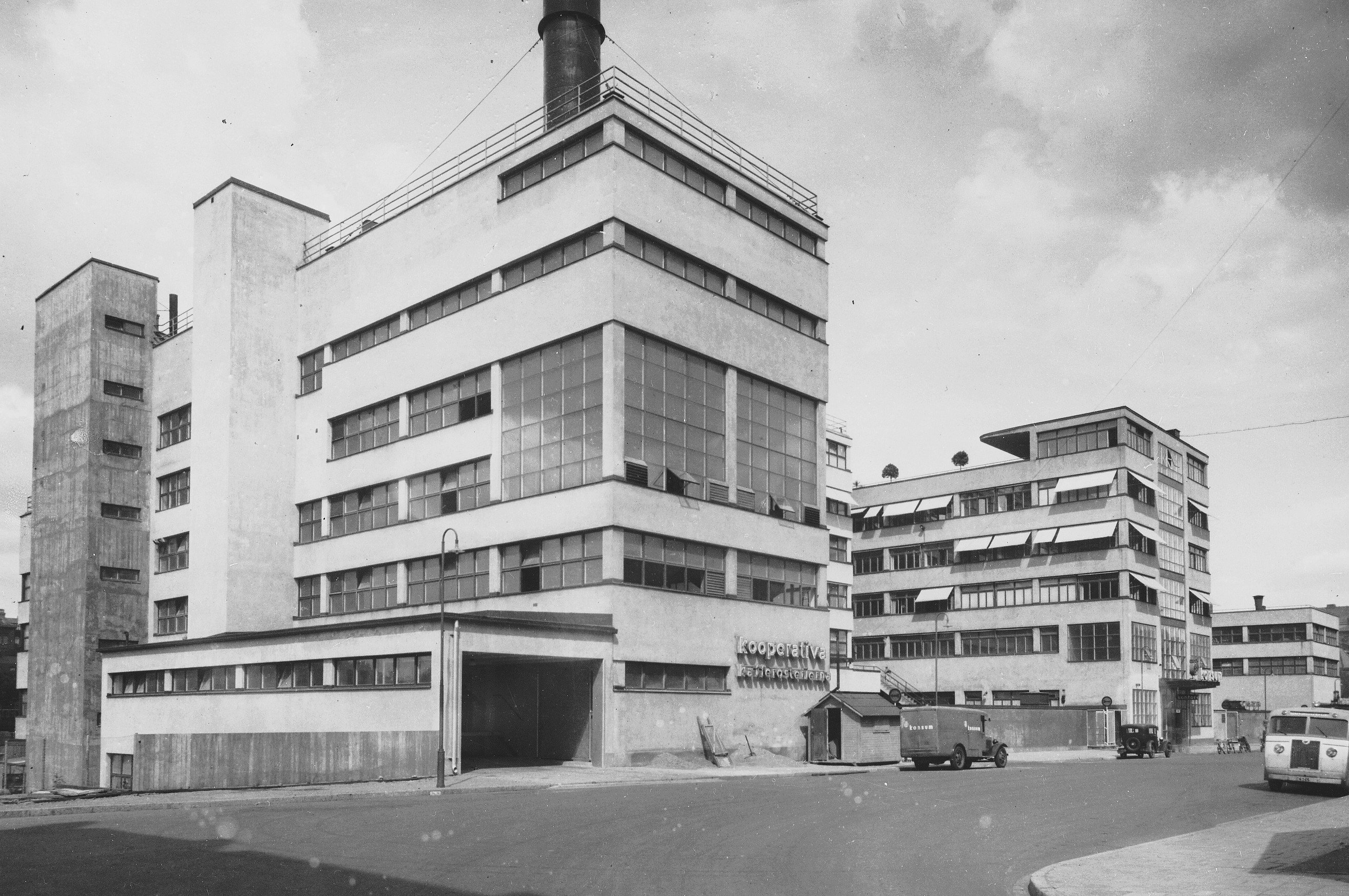
KF:s centrallager 1937.

KF:s centrallager (även kallad Konsumenthuset i Stockholm) var en industribyggnad på Södermalm i Stockholm belägen vid dåvarande Folkungagatan 24-40. Centrallagret uppfördes 1930-1933 för Konsumentföreningen Stockholm efter ritningar av arkitekterna Eskil Sundahl och Eric Rockström från KFAI. Byggnadens innandöme revs till stora delar samt byggdes på och om efter 1998 och blev kontorsfastigheten Fatburen som stod färdig 2005.

## Historik

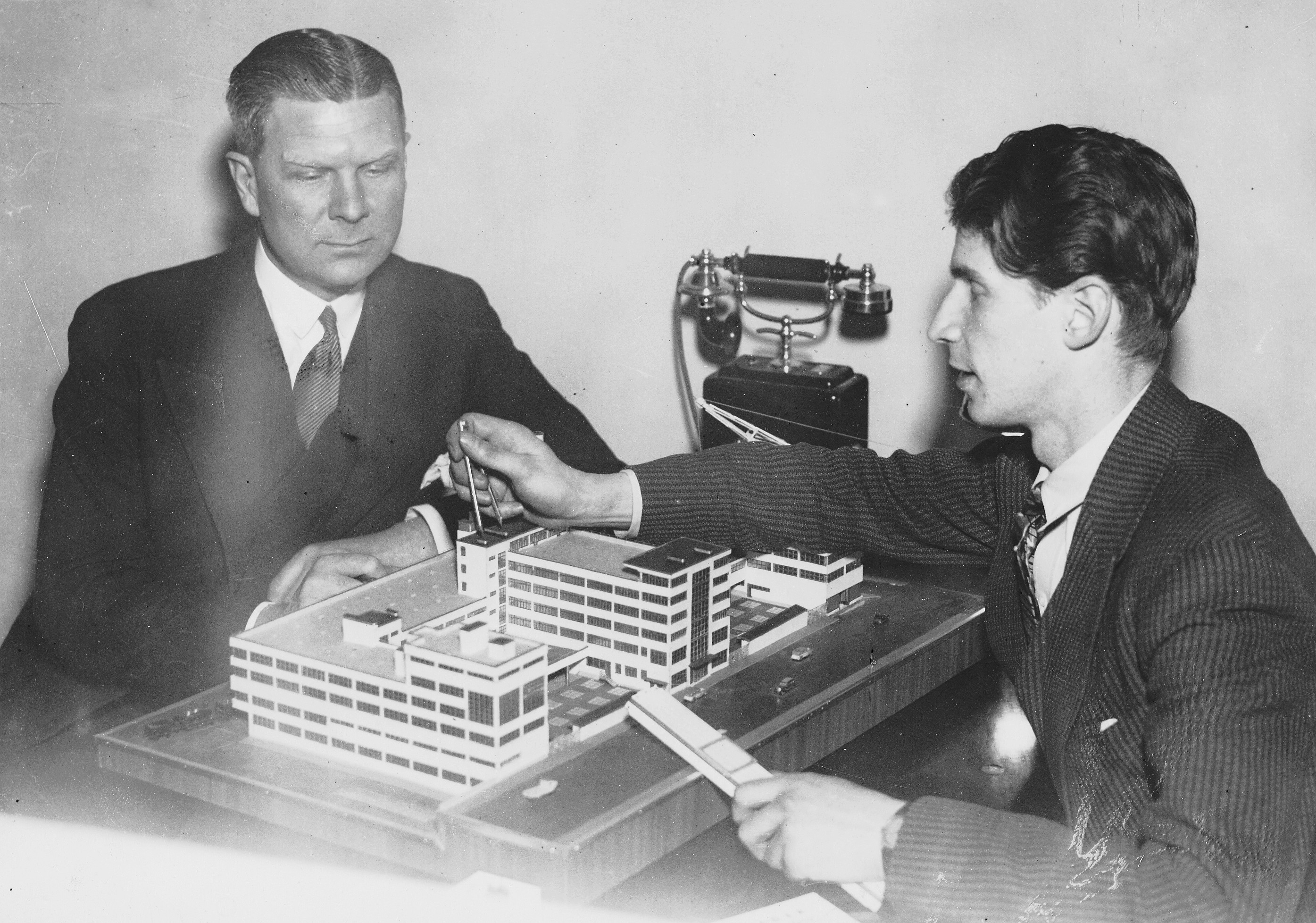
Byggnadens modell.

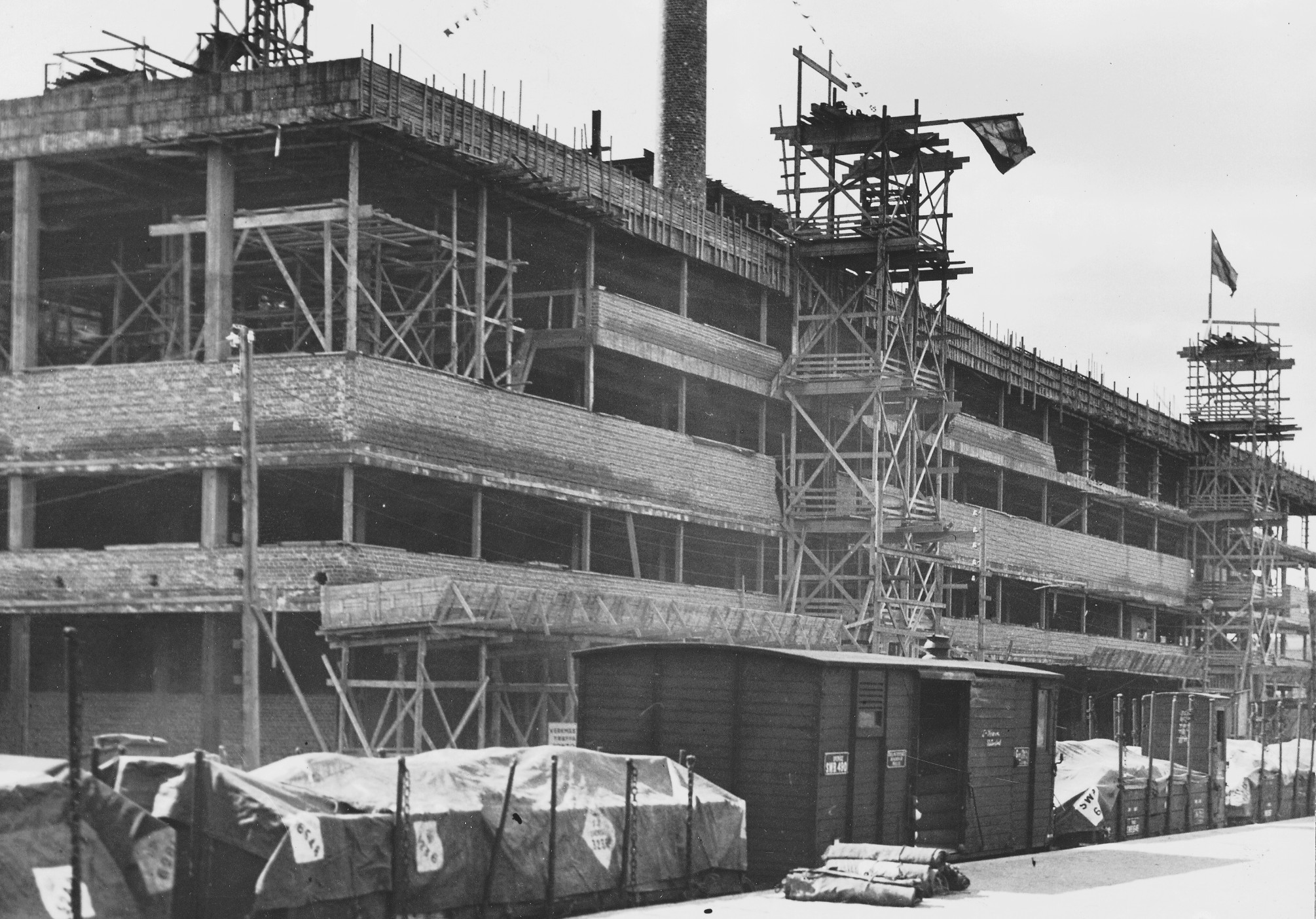
KF:s Centrallager, taklagsfest, 1932.

År 1929 förvärvade Konsumentföreningen Stockholm mark intill dåvarande Södra godsstationen för att låta uppföra en produktions-, lager- och distributionsanläggning för föreningens butiker. Byggnaden ritades i funktionalistisk stil av arkitekterna Eskil Sundahl och Eric Rockström från konsumentägda arkitekt- och ingenjörskontoret KFAI, och stod klar 1933. 
Fabriken byggdes ut i mitten av 1930-talet. Byggnadens kubformade volymer och detaljer som runda skorstenar och cylinderformade ventilatorer underströk den fullt utvecklade funktionalismen. Ursprungligen innehöll anläggningen charkuterifabrik, specerilager, grönsakscentral, kafferosteri, garage, expeditions- och inköpskontor, personalrum, matsalar samt föreningens huvudkontor.
År 1942 uppfördes i den västra, tidigare obebyggda delen av fastigheten en skofabrik, som senare byggdes om till kontor för KFAI. Åren 1970 till 1977 genomfördes en omfattande om- och tillbyggnad av den ursprungliga anläggningen, då även nya kontorsvåningar lades till. Fabriken var i drift fram till sommaren 1998, då verksamheten lades ned. I samband med detta försvann den sista stora industriella produktionsverksamheten från Stockholms innerstad.

## Husets vidare öden

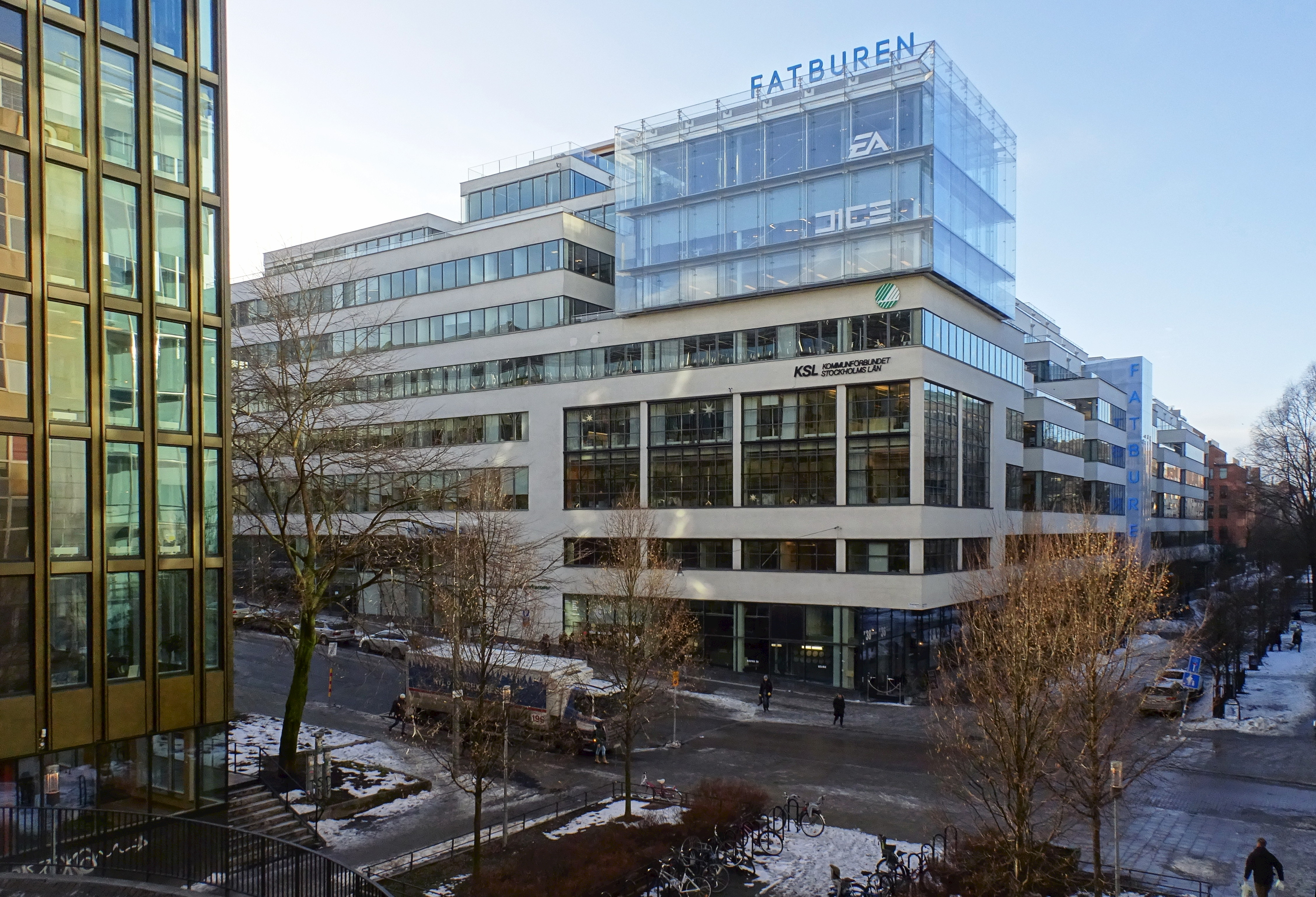
Byggnaden 2017.

På våren 2001 gick fastighetsbolagen Atrium Fastigheter AB och Fabege samman i projektet Kv Fatburssjön 5 inför en omfattande ombyggnad av KF:s tidigare anläggning. Man diskuterade även rivning, men huset fick stå kvar och är numera den om- och påbyggda kontorsfastigheten Fatburen. Arkitekt var Gert Wingårdh.